# Jeffrey D. Feltman
Jeffrey Feltman, né en 1959 à Greenville (Ohio), est, par intérim, le sous-secrétaire d'État américain pour les Affaires du Proche-Orient. Depuis la prise de fonctions d'Obama, il a déjà effectué deux visites en Syrie.

## Biographie
Jeffrey Feltman parle (en plus de l'anglais) l'hébreu, le français, l'arabe, et le hongrois. Il a obtenu une licence d'histoire et d'arts de l'université d'État de Ball en Indiana en 1981 et une maîtrise de droit et de diplomatie de la Fletcher School of Law and Diplomacy à l'université Tufts en 1983.
Feltman a étudié l'arabe à l'université de Jordanie à Amman de 1994 à 1995. De 1991 à 1993, Feltman a servi dans le bureau du vice-secrétaire d'État Lawrence Eagleburger en tant qu'aide spécial chargé de la coordination de l'aide des États-Unis en Europe de l'Est et de l'Europe centrale. Il a servi de dirigeant économique à l'ambassade des États-Unis en Hongrie de 1988 à 1991.
Il fut précédemment l’ambassadeur américain au Liban du 20 août 2004 au 1er août 2008 avant d'être remplacé par Michelle J. Sison, l'actuelle ambassadrice.
Avant d’être nommé ambassadeur au Liban, Jeffrey Feltman s’était engagé comme volontaire pour servir au bureau de l’autorité temporaire de la direction de l’Irak mise en place par la coalition dans Erbil, Irak, de janvier à avril 2004. 
Avant son travail en Irak, son poste le plus récent était au consulat général des États-Unis à Jérusalem, où il a servi d'abord comme député (août 2001 à novembre 2002) et puis de dirigeant principal temporaire (novembre 2002 à décembre 2003). 
Feltman avait rejoint le Foreign Service des États-Unis en 1986, travaillant comme officier consulaire à Port-au-Prince, en Haïti. Il a passé la plupart de sa carrière travaillant sur l'Europe de l'Est et le Proche-Orient. Il a servi à l'ambassade de Tel Aviv comme assistant spécial de l'ambassadeur Martin Indyk pour le processus de paix (2000-2001). Avant cela, Feltman a servi comme chef de la section politique et économique de l'ambassade des États-Unis en Tunisie de 1998-2000. Il a servi à l'ambassade des États-Unis à Tel Aviv de 1995 à 1998, traitant des questions économiques dans la bande de Gaza.
En avril 2021, Jeffrey Feltman, est nommé au poste d’Envoyé spécial pour la Corne de l’Afrique.